# David Morris (ski acrobatique)
Pour les articles homonymes, voir David Morris (homonymie) et Morris.
David Morris, né le 31 août 1984 à Carlton, est un skieur acrobatique australien spécialisé dans le saut acrobatique. Il a participé aux Jeux olympiques 2010 à Vancouver où il a terminé treizième et a pour objectif la médaille d'or lors des Jeux de Sotchi 2014, il y est finalement médaillé d'argent. Il compte cinq podiums en Coupe du monde en date de 2016.

## Palmarès

### Jeux olympiques d'hiver
| Édition / Discipline | Saut   |
| Vancouver 2010       | 13e    |
| Sotchi 2014          | Argent |

### Championnats du monde
| Édition / Discipline | Saut |
| Inawashiro 2009      | 18e  |
| Deer Valley 2011     | 14e  |
| Voss et Oslo 2013    | 5e   |

### Coupe du monde
- Meilleur classement général : 9e 2013.
- Meilleur classement du saut : 2e en 2013.
- 5 podiums dont 1 victoire en saut.

#### Détails des victoires
| Édition / Épreuve | Saut    |
| 2013              | Bukovel |